# Roo (Noya)
Roo (llamada oficialmente Santa María de Roo) es una parroquia española del municipio de Noya, en la provincia de La Coruña, Galicia.

## Entidades de población
Entidades de población que forman parte de la parroquia:
- Agrelo
- A Igrexa
- Boña
- Liñaio
- Mirou
- Muíño
- Nimo
- O Castro
- Paradela
- Pastoriza
- Pontenafonso (A Ponte Nafonso)
- Roo de Abaixo
- Sampaio (San Paio)
- Vilafabeiro
- Vilardante
- Vilaverde

## Despoblados
- O Mato
- Tambre (O Tambre)

## Demografía
| Gráfica de evolución demográfica de Roo entre 2000 y 2018 |
|                                                           |
| Datos según el nomenclátor publicado por el INE.          |